# 해피 뉴 이어 (1987년 영화)
해피 뉴 이어(Happy New Year)는 미국에서 제작된 존 G. 아빌드센 감독의 1987년 코미디, 범죄 영화이다. 피터 포크 등이 주연으로 출연하였고 제리 웨인트럽 등이 제작에 참여하였다.

## 출연

### 주연
- 피터 포크
- 찰스 더닝
- 끌로드 를르슈

### 조연
- 게리 마스
- 잭 헐커
- 톰 커트니
- 이어린 캐리

## 제작진
- 원작자: 끌로드 를르슈
- 협력프로듀서: 윌리암 J. 캐시디
- 미술: 윌리암 J. 캐시디
- 의상: 조디 린 틸렌
- 배역: 보니 티머먼